# بابلو إدواردو
بابلو إدواردو (بالإسبانية: Pablo Eduardo؛ بالإنجليزية: Pablo Eduardo) هو نحات أمريكي وبوليفي، ولد في القرن العشرين.